# Phyllis Robinson
Phyllis Kenner Robinson (Nueva York, 22 de octubre de 1921-Manhattan, 31 de diciembre de 2010) fue una ejecutiva y redactora publicitaria estadounidense que contribuyó en la creación de numerosas campañas publicitarias de renombre en su país. Fue cofundadora de la agencia estadounidense Doyle Dane Bernbach en 1949, colaborando en el éxito y crecimiento de la misma durante las dos décadas siguientes.

## Trayectoria
Se licenció en sociología en la universidad Barnard College. En 1944, se casó con Richard G. Robinson, con el que tuvo una hija. Dejó su trabajo a tiempo completo en DDB en 1962 para criar a su hija, pero continuó como consultora de la agencia tres días a la semana hasta 1968. Su marido murió en 2005.
En sus inicios aspiraba a ser escritora. Durante la Segunda Guerra Mundial, trabajó como estadística para el gobierno de Estados Unidos. Después de la guerra, se mudó a Boston y se embarcó profesionalmente hacia el sector de la publicidad. Tras sus primeros pasos redactando anuncios para moda destinada a mujeres en Bresnick & Solomont, se unió a Grey Advertising en 1947. 
En esta agencia, escribió para publicidad de moda y donde conoció al publicista William Bernbach. Junto a él y Ned Doyle, abandonó la empresa en 1949 para iniciar formar parte de la creación de una nueva agencia, Doyle Dane Bernbach (DDB), con Mac Dane y el director de arte Bob Gage, con quienes formó equipo y disfrutó de un gran éxito creativo. Robinson fue la primera redactora jefe de la agencia y supervisó el equipo del que surgirían figuras notables de la publicidad, como las publicistas Mary Wells Lawrence o Paula Green.
Trabajó en campañas muy conocidas para numerosos clientes como Ohrbach's, Henry S. Levy and Sons, El Al Airlines o Polaroid. En esta última, fue muy reconocida la campaña publicitaria protagonizada por el actor James. Garner y la actriz Mariette Hartley.
Más adelante, también realizó colaboraciones para obras de teatro, como la coescritura de la letra de Cry for Us All . También escribió la letra y temas musicales de un musical de 1995 basado en el cuento Angel Levine de Bernard Malamud. Además, se le acreditó como coautora de la canción "Ooh Baby Baby", interpretada por Smokey Robinson y The Miracles en 1965.
Robinson falleció en Manhattan en 2010, a los 89 años.

## Reconocimientos
En 1968, Robinson fue incluida en el Salón de la Fama de la Creatividad, un premio otorgado por The One Club, una organización sin ánimo de lucro que reconoce los méritos en el sector de la publicidad. Durante un tiempo, fue presidenta de dichos premios. En 1999, la revista Advertising Age la nombró una de las 100 figuras más influyentes en la historia de la publicidad.
Apareció en el documental Art & Copy de 2009.
En el Día Internacional de la Mujer de 2017, DDB Worldwide cambió su nombre temporalmente a DDB&R en su honor.